# Liste des actions du Weather Underground
 (janvier 2015).
The Weatherman, plus souvent appelé Weathermen, et devenu après son passage à la clandestinité The Weather Underground puis The Weather Underground Organisation, est une organisation étudiante radical américaine. Ce qui suit est une liste chronologique des différentes activités et incidents de l'organisation.

## Incidents

### 1969
- 18-22 juin – Convention du SDS à l'issue de laquelle celle-ci vole en éclats.

- Juillet – Les Weatherman Bernardine Dohrn, Eleanor Raskin[1], Dianne Donghi[2], Peter Clapp, David Millstone et Diana Oughton[3] se rendent à Cuba où ils rencontrent des représentants du Nord-Vietnam et du gouvernement cubain.

- October 6 – Les Weatherman font sauter la statue en l'honneur des policiers ayant réprimé les manifestations de Haymarket Square (lesquelles furent à l'origine de la fête du travail). Cette action ne sera revendiquée que bien plus tard, dans leur ouvrage Prairie Fire (1974).

- 8-11 octobre 1969 – Lors des Days of Rage (en) à Chicago des émeutes destructrice éclates et 287 Weatherman sont arrêtés. Certains deviennent fugitifs quand ils ne se présente pas a leur comparution ultérieur.

- 27-31 décembre 1969: Conseil de guerre de Flint.

### 1970
- février – le groupe fait sauter la maison du juge John Murtagh, chargé du procès du groupe dit des « Panther 21 » à New York [4]
- 6 mars – Explosion accidentelle de Greenwich Village (en), dans laquelle meurent trois membres du groupe. Entrée dans la clandestinité.
- 30 mars – Inculpé pour sa participation aux Days of Rage (en), Michael Spiegel (en) ne se rend pas à son procès et entre en cavale. Il deviendra par la suite avocat, spécialisé dans la lutte contre les violences policières.
- 2 avril – le ministre de la Justice annonce ds poursuites fédérales contre 12 membres du groupe pour leur rôle lors des Days of Rage[4].
- 15 avril – arrestation de Diane Donghi et Linda Evans grâce à un agent infiltré du FBI, qui perd ainsi sa couverture [4].
- 4 mai – fusillade de Kent State University : lors d'une manifestation à l'Université de Kent State (Ohio) contre l'invasion du Cambodge, 4 étudiants sont tués et 9 blessés par la Garde nationale [4].
- 10 mai – une semaine après la manifestation de l'université de Kent State, le Groupe fait sauter le siège de la Garde nationale à Washington [4].
- 21 mai – premier communiqué du mouvement, signé du Weatherman Underground et présenté par Bernardine Dohrn. Il est intitulé « Déclaration d'état de guerre »(Archive.org • Wikiwix • Archive.is • Google • Que faire ?).
- 10 juin – attaque contre un commissariat de New York, revendiqué en tant que représailles pour la mort de George Jackson. L'attentat est précédé d'un avertissement; 7 policiers sont légèrement blessés par des bris de verre [5].
- 23 juillet – 13 membres du Weather Underground sont inculpés pour conspiration terroriste, association de malfaiteurs et tentative d'homicide par un grand jury fédéral de Détroit, qui les accuse d'avoir été en possession d'armes illégales lors du conseil de Flint [6].
- 24 juillet – le groupe fait exploser un poste de police militaire sur la base de Presidio à San Francisco, et une succursale de la Bank of America à New York. Le communiqué commémore les 11 ans de la révolution cubaine, l'attaque n'ayant fait que peu de dégâts [6] (voir communiqué en français).
- 15 septembre – le groupe aide Timothy Leary à s'évader et à s'exiler à Alger (« communiqué en français »(Archive.org • Wikiwix • Archive.is • Google • Que faire ?)).
- 5 octobre – le groupe fait de nouveau sauter la statue des policiers de Haymarket Square à Chicago [4].
- 8 octobre – le groupe fait exploser le palais de justice du comté de Marin (Californie) en solidarité avec les prisonniers politiques, dont notamment Jonathan Jackson, le frère de George, et Angela Davis [7].
- 9 octobre – attaque contre le tribunal de New York, dans le Queens, en solidarité avec les mutins de la prison de Tombs [7].
- 15 octobre – une section féministe du groupe, la Proud Eagle Tribe, organise un attentat contre le Centre des affaires internationales de Harvard, qui est à l'initiative des regroupements de population dans des villages fortifiés au Vietnam afin de couper la guérilla du peuple [4].
- 6 décembre – communiqué New Morning, Changing Weather: le groupe reconnaît des erreurs « militaristes » et fait l'apologie de la contre-culture, ce qui lui vaut une réplique cinglante, en janvier 1971, des « Panther 21 », membres du Black Panther Party qui seront exclus par la suite [4].

### 1971
- 28 février – le groupe commet un attentat contre le Capitole en représailles contre l'extension de la guerre au Laos. Nixon parle d'« acte le plus ignoble de l'histoire des États-Unis » [4].
- 30 août 1971 : neuf jours après la mort de George Jackson, tué lors d'une prétendue tentative d'évasion, le Weather Underground commet un attentat contre les locaux de la direction de l'administration pénitentiaire de Californie, à San Francisco et Sacramento [4].
- 17 septembre 1971 : quatre jours après la répression de la mutinerie de la prison d'Attica, ordonnée par Nelson Rockefeller et au cours de laquelle 39 personnes (10 gardiens et 29 prisonniers) ont été tuées, le Weather Underground organise un attentat contre la direction de l'administration pénitentiaire d'Albany en représailles [4].
- octobre 1971 : la Proud Eagle Tribe organise un attentat contre les bureaux de William Bundy, ex-agent de la CIA et conseiller des présidents Kennedy et Johnson, au Centre de recherches militaires du MIT [4].

### 1972
- 19 mai 1972: en représailles contre les bombardements de Hanoi, le Weather Underground organise un attentat contre le Pentagone qui occasionne des dizaines de milliers de dollars de dégâts [4].

### 1973
- 28 février 1973 : communiqué Common Victories à la suite du cessez-le-feu au Viêt-nam.
- 18 mai 1973 : le groupe fait sauter le 103e commissariat de New York après une bavure au cours de laquelle un garçon noir de dix ans, Clifford Glover, a été tué [4].
- 28 septembre 1973: le groupe fait sauter le siège de la branche latino-américaine d'ITT pour son soutien au coup d'État de Pinochet au Chili [4].
- octobre 1973 : le département de la Justice annule les poursuites de Détroit contre les membres du Weather Underground à la suite du refus de considérer comme légales les écoutes téléphoniques clandestines [4].

### 1974
- janvier 1974 : pour le même motif il annule aussi les poursuites de Chicago contre les membres du Weather Underground, dont Bill Ayers[4].
- 6 mars 1974 : la Brigade des femmes du Weather Underground organise un attentat contre les locaux du HEW (département de la Santé et des Services sociaux) à San Francisco, exigeant que les femmes gèrent elles-mêmes l'organisation et dénonçant les stérilisations contraintes des femmes de couleur pratiquées par le HEW [4].
- mars 1974 : sabotage à coups de boules puantes d'une réunion de l'hôtel Hilton où Nelson Rockefeller devait recevoir un prix humanitaire. Le WUO critique dans son communiqué les « lois antidrogue Rockefeller ».
- 9 mai 1974 : publication de l'introduction de Prairie fire (introduction en version bilingue).
- 31 mai 1974 : attentat contre le bureau du procureur général de Californie en représailles à l'assassinat de six membres de l'Armée de libération symbionaise (ALS).
- 13 juin 1974 : attentat contre le siège de la Gulf Oil à Pittsburgh pour protester contre sa participation à la colonisation de l'Angola.
- 24 juillet 1974 : publication de Prairie Fire: The Politics of Revolutionary Anti-Imperialism.
- 11 septembre 1974 : attentat contre l'entreprise minière Anaconda, qui soutenait le régime de Pinochet.

### 1975
- 28 janvier – attentat contre la section vietnamienne de l'Agence des États-Unis pour le développement international (USAID) à Washington en protestation contre l'implication maintenue des États-Unis au Viêt-nam.
- Mars – sortie du premier numéro du journal Osawatomie et de l'essai Politics in Command.
- 16 juin – attentat contre une agence de la banque Banco de Ponce en solidarité avec une grève de cimentiers à Porto Rico. Voir Osawatomie no 2, "Victory To the Ponce Cement Strike".
- 11 juillet-13 juillet – première assemblée nationale du ''Prairie Fire Organizing Committee'' (PFOC) à Boston.
- Été – sortie du documentaire Underground d'Emile de Antonio, Mary Lampson et Haskell Wexler mettant en scène cinq dirigeants du Weather Underground.
- 4 septembre – attentat contre la firme Kennecott à Salt Lake City pour protester contre son soutien à Pinochet et au coup d'État de 1973.

### 1976
- 30 janvier-2 février – le PFOC organise la Hard Times Conference à laquelle participent plus de 2 000 personnes.
- Été-automne – scission du PFOC, une partie des militants créant la May 19th Communist Organization qui participa en 1981 à un braquage de la Brink's aux côtés de militants de la Black Liberation Army. Ils furent alors lourdement condamnés.

### 1977
- janvier – le Revolutionary Committee of the Weather Underground Organization exclut le Comité central de l'organisation. Le Weather Underground est complètement disloqué, et ceux de ses militants qui ne rejoignent pas d'autres organisations se rendent progressivement à la police. En raison de l'illégalité des procédures d'enquête du FBI, ils ne sont condamnés qu'à de courte peines.
- 3 février – le Revolutionary Committee organise un attentat contre les bureaux de l'Immigration and Naturalization Service (INS) à San Francisco.
- 25 mars – Robert Roth (en), Phoebe Hirsch (en) et Peter Clapp se rendent aux autorités. Inculpés pour leurs activités lors des Days of Rage (en), ils sont relâchés en septembre après avoir chacun versé une caution de 1 000 dollars, puis condamnés à deux ans de sursis. Roth rejoint alors le Prairie Fire Organizing Committee.
- septembre – Mark Rudd (en), qui avait quitté le Weatherman dès 1970, se rend aux autorités.
- novembre – arrestation des membres du Revolutionary Committee, infiltrés dès le départ par le FBI.

### 1980
- juillet 1980 : l'ex-membre du groupe Cathy Wilkerson (en) se rend aux autorités de New York, et est condamné à un an de prison pour possession d'explosifs.
- décembre – les ex-dirigeants du groupe, Bill Ayers et Bernardine Dohrn se rendent à la police. En raison de l'illégalité des procédures d'enquête du FBI à leur encontre, la plupart des charges sont abandonnées, et ils n'écopent que de peines légères.

### 1981
- octobre – plusieurs militants de la May 19th Communist Organization sont arrêtés après un braquage de la Black Liberation Army qui a mal tourné.
- 25 octobre – les ex-membres du groupe Jeff Jones (en) et Eleanor Stein sont arrêtés dans le Bronx après des perquisitions menées par la police à la suite du braquage de la Brink's (bien qu'ils n'aient aucun rapport avec le braquage).

### 1984
- 26 avril – Kathy Boudin (en), ex-membre du Weatherman, qui participa au braquage de la Brink's avec la May 19th Communist Organization, est condamnée à 20 ans de prison. Le 15 septembre 1983, David Gilbert (en) avait été condamné pour les mêmes faits à 75 ans de prison, bien qu'il n'était pas présent sur les lieux du braquage ni ne portait d'armes.

### 1999
- août – Laura Whitehorn (en), ex-membre du groupe arrêtée en 1985 dans le cadre de la Resistance Conspiracy Case (en), est libérée après 14 ans de prison.

### 2000
- décembre – le président Bill Clinton gracie deux ex-membres du groupe, Linda Evans et Susan Rosenberg (en), emprisonnés à la suite de leur appartenance à la May 19th Communist Organization.

### 2003
- 20 août – l'ex-membre du groupe Kathy Boudin (en) bénéficie d'une libération conditionnelle après 22 ans de prison pour sa complicité dans l'organisation du braquage de 1981 auquel participa la May 19th Communist Organization Seul David Gilbert, pas libérable avant les années 2030, demeure en prison parmi les ex-membres du groupe.

### 2008
- 2008 : controverse lors de la campagne électorale (en) lors de laquelle une partie de la droite accuse, à tort [8], Barack Obama d'être un proche de Bill Ayers, ex-dirigeant du groupe.